# Feta Ahamada
Pour les articles homonymes, voir Ahamada.
Feta Ahamada (née le 24 juin 1987 à Clichy (France)) est une athlète franco-comorienne, spécialiste du sprint.

## Biographie
Feta Ahamada concourt sous les couleurs de la France dans sa jeunesse avant de courir pour les Comores.
Elle remporte aux Jeux des îles de l'océan Indien 2007 la médaille d'or sur 100 mètres haies et l'argent sur 100 mètres. En 2008, elle termine cinquième de sa série du 60 mètres aux Championnats du monde en salle de Valence.
Elle est le porte-drapeau des Comores aux Jeux olympiques d'été de 2008 à Pékin,, où elle se classe sixième de sa série avec un temps de 11 s 88.  
Aux Championnats de France d'athlétisme en salle 2009 à Liévin, elle termine troisième de la finale du 60 mètres avec un temps de 7 s 40. La même année, elle est cinquième de sa série du 100 mètres des Championnats du monde à Berlin en 11 s 80. Elle échoue en quarts de finale du 100 mètres aux Championnats du monde d'athlétisme 2011 à Daegu avec un temps de 12 s 22.
Le 10 mars 2012, la « Gazelle » termine cinquième de sa série du 60 mètres aux Championnats du monde en salle à Istanbul.
À l'été 2012, la Comorienne dispute les Championnats d'Afrique d'athlétisme à Porto-Novo : quatrième de sa demi-finale en 100 mètres, elle termine huitième de la finale du 200 mètres en 24 s 61. Elle est de nouveau la porte-drapeau de la délégation comorienne aux Jeux olympiques d'été de 2012 à Londres, où elle apparaît dans une exposition photo dans la capitale britannique sur les sportives arabes. Elle remporte sa course du 100 mètres lors du tour préliminaire avec un temps de 11 s 81,, puis termine septième de sa série au tour suivant.

## Palmarès
| Date | Compétition                     | Lieu         | Résultat | Épreuve     | Temps   |
| ---- | ------------------------------- | ------------ | -------- | ----------- | ------- |
| 2007 | Jeux des îles de l'océan Indien | Antananarivo | 1re      | 100 m haies |         |
| 2007 | Jeux des îles de l'océan Indien | Antananarivo | 2e       | 100 m       |         |
| 2011 | Jeux des îles de l'océan Indien | Victoria     | 2e       | 100 m haies | 14 s 48 |
| 2011 | Jeux panarabes                  | Doha         | 4e       | 100 m       | 12 s 38 |
| 2011 | Jeux panarabes                  | Doha         | 6e       | 200 m       | 25 s 69 |
| 2012 | Championnats d'Afrique          | Porto-Novo   | 8e       | 200 m       | 24 s 61 |

| Date | Compétition                     | Lieu   | Résultat | Épreuve | Temps  |
| ---- | ------------------------------- | ------ | -------- | ------- | ------ |
| 2009 | Championnats de France en salle | Liévin | 3e       | 60 m    | 7 s 40 |